# 서부초등학교 도경분교
서부초등학교 도경분교는 대한민국 강원특별자치도 삼척시 도경길 153-37 (도경동)에 있었던 공립 초등학교이다.

## 학교 연혁
- 1963년 1월 2일 삼척국민학교 도경분교장으로 설립인가
- 1964년 12월 1일 도경국민학교로 설립인가
- 1988년 3월 1일 서부국민학교 도경분교장으로 격하
- 1996년 3월 1일 서부초등학교 도경분교 (명칭 변경)
- 1999년 9월 1일 폐교

## 같이 보기
- 서부초등학교
- 삼척초등학교